# Tijana Postic Bijavica
Tijana Postic Bijavica (Sarajevo, 1982) és una infermera i professora d'universitat catalana d'origen bosnià, directora del servei d'infermeria de l'Hospital d'Igualada, que va rebre el Premi Internacional Catalunya 2020 per la seva tasca durant la pandèmia per la covid-19.
Els seus pares van decidir abandonar la seva casa de Sarajevo a causa de les Guerres de Iugoslàvia. Van passar uns mesos a Belgrad, Sèrbia. El 1992 va arribar a Igualada amb un comboi de la Creu Roja, juntament amb el seu germà Balsa i la seva mare Yadranka, ella tenia nou anys i el seu germà un. Només es permetia marxar a les mares amb els fills, per això el seu pare es va quedar i va morir a la guerra pocs mesos després, el 1993. La seva mare, que era infermera a Bòsnia, va trobar feina d'infermera a Igualada.
Va estudiar la diplomatura en infermeria i va treballar al Consorci Sanitari d'Igualada. Sempre a l'Hospital d'Igualada, va ser infermera de cures intensives durant deu anys i supervisora de nit dos anys. L'estiu del 2019 va assumir la direcció del servei d'infermeria de l'Hospital d'Igualada. Va rebre el Premi Internacional Catalunya 2020 per la seva tasca en el moment en què Igualada esdevingué un dels primers focus a Catalunya durant la pandèmia de la covid-19. La seva gestió va ser clau en la transformació de l'organització el març del 2020, quan la meitat dels membres del personal sanitari de l'Hospital d'Igualada estava contagiat o confinat.
És professora associada al Campus d'Igualada de la Universitat de Lleida, a la Facultat d'Infermeria i Fisioteràpia.